# Pau Cubarsí
Pau Cubarsí Paredes (Estanyol, 22 de enero de 2007) es un futbolista español que juega como defensa en el F. C. Barcelona de la Primera División de España. Es internacional con la selección de fútbol de España.

## Trayectoria
Nacido el 22 de enero de 2007 en Estanyol, un pueblo pereciente al municipio de Bescanó de la provincia de Gerona en Cataluña, España, comenzó su carrera en el Girona FC, antes de fichar por el F. C. Barcelona en 2018. Tras progresar en la cantera, se convirtió en el tercer jugador más joven del Barcelona en debutar en la Liga Juvenil de la UEFA, por detrás de Lamine Yamal e Ilaix Moriba, cuando fue titular en un empate a 1-1 con el F. C. Viktoria Plzeň.
En abril de 2023, se entrenó por primera vez con el primer equipo, convocado por el entrenador Xavi Hernández. Firmó su primer contrato profesional con el club tres meses después, el 8 de julio. Fue incluido en la plantilla de pretemporada del Barcelona de cara a la temporada 2023-24.
Debutó con el primer equipo en Copa del Rey ante el Unionistas de Salamanca F. C. el 18 de enero de 2024 y aportó una asistencia durante el encuentro. Tres días después debutó en liga frente al Real Betis, jugando 80 minutos.
Debutó en la Liga de Campeones de la UEFA el 12 de marzo de 2024 en la vuelta de octavos de final contra el S. S. C. Napoli y fue elegido MVP del partido.
El 14 de febrero de 2025, el F. C. Barcelona anunció la renovación de su contrato hasta 2029 con una cláusula de rescisión de unos 500 millones de euros. Esa temporada fue un fijo en la defensa azulgrana y un jugador clave para conseguir los títulos de Liga y Copa del Rey.

## Selección nacional
El 24 de octubre de 2023, fue seleccionado en la lista definitiva de José Lana para representar a España en el Mundial sub-17 de Indonesia.
El 15 de marzo de 2024, fue seleccionado por primera vez por Luis de la Fuente para representar a la selección absoluta de España en los partidos amistosos preparativos para la Eurocopa 2024 contra Colombia y Brasil.

## Estadísticas

### Clubes
Actualizado al último partido disputado el 16 de agosto de 2025.
| Club                             | Div.          | Temporada     | Liga  | Liga  | Liga   | Copas nacionales | Copas nacionales | Copas nacionales | Copas internacionales | Copas internacionales | Copas internacionales | Total | Total | Total  |
| Club                             | Div.          | Temporada     | Part. | Goles | Asist. | Part.            | Goles            | Asist.           | Part.                 | Goles                 | Asist.                | Part. | Goles | Asist. |
| -------------------------------- | ------------- | ------------- | ----- | ----- | ------ | ---------------- | ---------------- | ---------------- | --------------------- | --------------------- | --------------------- | ----- | ----- | ------ |
| F. C. Barcelona Atlètic · España | 1.ª F         | 2023-24       | 9     | 0     | 0      | ―                | ―                | ―                | ―                     | ―                     | ―                     | 9     | 0     | 0      |
| F. C. Barcelona Atlètic · España | Total club    | Total club    | 9     | 0     | 0      | 0                | 0                | 0                | 0                     | 0                     | 0                     | 9     | 0     | 0      |
| F. C. Barcelona · España         | 1.ª           | 2023-24       | 19    | 0     | 0      | 2                | 0                | 1                | 3                     | 0                     | 0                     | 24    | 0     | 1      |
| F. C. Barcelona · España         | 1.ª           | 2024-25       | 35    | 0     | 3      | 8                | 1                | 0                | 13                    | 0                     | 1                     | 56    | 1     | 4      |
| F. C. Barcelona · España         | 1.ª           | 2025-26       | 1     | 0     | 0      | 0                | 0                | 0                | 0                     | 0                     | 0                     | 1     | 0     | 0      |
| F. C. Barcelona · España         | Total club    | Total club    | 55    | 0     | 3      | 10               | 1                | 1                | 16                    | 0                     | 1                     | 81    | 1     | 5      |
| Total carrera                    | Total carrera | Total carrera | 64    | 0     | 3      | 10               | 1                | 1                | 16                    | 0                     | 1                     | 90    | 1     | 5      |
| 1. 2.                            |               |               |       |       |        |                  |                  |                  |                       |                       |                       |       |       |        |

## Palmarés

### Títulos nacionales
| Título                     | Club            | País   | Año     |
| -------------------------- | --------------- | ------ | ------- |
| Supercopa de España        | F. C. Barcelona | España | 2025    |
| Copa del Rey               | F. C. Barcelona | España | 2024-25 |
| Primera División de España | F. C. Barcelona | España | 2024-25 |

### Títulos internacionales
| Título                    | Equipo                       | Sede  | Año  |
| ------------------------- | ---------------------------- | ----- | ---- |
| Torneo Olímpico de Fútbol | Selección de España (sub-23) | París | 2024 |